# Borek (ort i Tjeckien, Södra Böhmen, lat 49,07, long 15,46)
Borek är en ort i Tjeckien.   Den ligger i regionen Södra Böhmen, i den centrala delen av landet, 140 km sydost om huvudstaden Prag. Borek ligger 486 meter över havet och antalet invånare är 139.
Terrängen runt Borek är platt.Runt Borek är det ganska tätbefolkat, med 56 invånare per kvadratkilometer. Närmaste större samhälle är Dačice, 1,9 km väster om Borek. Trakten runt Borek består till största delen av jordbruksmark.